# Jean-Yves Raimbaud
Jean-Yves Stephane Marcel Raimbaud (Évreux, 21 de enero de 1958-París, 28 de junio de 1998) fue un animador francés, cocreador de series televisivas de animación como Space Goofs y el creador de Oggy y las cucarachas.

## Biografía
A los 14 años abandona sus estudios para formarse en la profesión de pintor de letras en cartelería y decoración. Así debuta como dibujante, aunque al principio solo para carteles publicitarios. En 1975, entra en un pequeño estudio de animación nombrada DIC (Difusión Información Comunicación) creado por Jean Chalopin. Es allí donde aprende cómo se produce un dibujo animado. En este estudio, encuentra a realizadores como Bruno Bianchi (Inspector Gadget) y Bernard Deyriès (Los Misteriosas Ciudades de oro), entre otros. En la década de 1980, participa del lanzamiento de la serie Ulysse 31. Y decide continuar su carrera en París, donde contribuye en las series Era una vez... el Espacio y Era una vez... la Vida  de Albert Barillé.
En 1986 crea su propio estudio con Christian Masson (publicitario y productor). El estudio es llamado Jingle y cuenta con 25 personas que subcontratan series como Espartaco y el sol bajo el mar o Rahan. Un año más tarde, la sociedad se desmarca con coproducciones como Mimi Cracra (A2), Coma (Canal+) o Los Niños de la libertad (FR3). Hace falta esperar hasta 1988 para que Jingle produzca una serie original: Manu creada por el historietista Frank Margerin. Cuenta con 104 episodios emitidos por la cadena La Cinq desde marzo de 1990. El desafío de Jean-Yves Raimbaud es de no hacer dibujos animados insípidos destinados únicamente a los niños. En 1992, la desaparición de La Cinq es la causa de la clausura de numerosas productoras audiovisuales. Jingle quiebra en 1993.
Es conocido en el medio y la productora Gaumont pensó en él para relanzar las películas de Asterix y Lucky Luke originalmente producidas en la década de 1970. Como director artístico del nuevo estudio Gaumont Multimedia, comienza a trabajar sobre la serie Highlander  para M6. Al mismo tiempo, creó la serie Aprendices de Bruja (Les Petites Sorcières), la historia de Sherilyn y sus aprendices de brujas que usan sus poderes mágicos para frustrar los planes diabólicos de un hombre de negocios. Esta serie fue producida por Millésime Productions para TF1 y se venderá muy poco en Europa. Jean-Yves Raimbaud revive una idea que no había podido concretar en Jingle, la historia de unos alienígenas naufragados sobre la Tierra que se refugian en una casa en alquiler. Con el guionista Philippe Traversat, crea la serie «Casa a alquilar» (Maison à louer), con el ambiente cartoon de la década de 1950. El título de la serie cambió a Space Goofs (Les Zinzins de l'espace) en el momento de su difusión en la cadena France 3 en septiembre de 1997. La serie se transformó en revelación, siendo la más popular entre las que se estrenaron ese año en el canal. Y además, se exporta con muy buena recepción fuera de Francia. Todo esto junto a su esposa Béatrice Guillot Raimbaud (médica).
La última serie que creó Raimbaud fue la exitosa Oggy y las cucarachas, en la que un gato es perseguido por tres malévolas cucarachas con un estilo muy caricaturesco. Sin embargo, Raimbaud no llegó siquiera a completar la producción de la primera temporada, ya que falleció el 28 de junio de 1998, víctima de un cáncer de pulmón, a los 40 años. La serie se estrenó póstumamente en los Estados Unidos, en Fox Family Channel, en septiembre de 1998 y en Francia, en France 3, en septiembre de 1999.